# Nuevo Llano Grande, Escuintla
Nuevo Llano Grande är en ort i Mexiko.   Den ligger i kommunen Escuintla och delstaten Chiapas, i den sydöstra delen av landet, 800 km sydost om huvudstaden Mexico City. Nuevo Llano Grande ligger 561 meter över havet och antalet invånare är 482.
Terrängen runt Nuevo Llano Grande är varierad, och sluttar västerut. Runt Nuevo Llano Grande är det ganska tätbefolkat, med 111 invånare per kvadratkilometer. Närmaste större samhälle är Huixtla, 17,8 km söder om Nuevo Llano Grande. I omgivningarna runt Nuevo Llano Grande växer i huvudsak städsegrön lövskog.